# Dawit Imedaszwili
Dawit Imedaszwili, gruz. დავით იმედაშვილი, ros. Давит Имедашвили (ur. 15 grudnia 1984 w miejscowości Rustawi, Gruzińska SRR) – gruziński piłkarz, grający na pozycji obrońcy, reprezentant Gruzji.

## Kariera piłkarska

### Kariera klubowa
Wychowanek Szkoły piłkarskiej Gorda Rustawi, a potem Akademii Piłkarskiej Dinama Tbilisi. W 2002 rozpoczął karierę piłkarską w WIT Georgia Tbilisi. Po udanych występach w młodzieżowej reprezentacji Gruzji został zauważony przez skautów Dynama Kijów, z którym latem 2006 podpisał kontrakt. Jednak nie potrafił zagrać w podstawowym składzie Dynama i występował w drugiej lub rezerwowej drużynie Dynama. W 2007 został wypożyczony do FK Ventspils. Następnie występował w węgierskim Spartacus Nyíregyháza, a także gruzińskim Olimpi Rustawi, a od lata 2010 roku jest zawodnikiem azerskiego klubu Xəzər Lenkoran. Od 2013 do 2016 występował na ojczyźnie w klubach Sioni Bolnisi, FC Cchinwali, Metalurgi Rustawi i SK Samtredia.

### Kariera reprezentacyjna
Występował najpierw w młodzieżowej reprezentacji Gruzji. Łącznie rozegrał 11 meczów. W 2006 został powołany do reprezentacji Gruzji.